# 异颖芨芨草
异颖芨芨草（学名：Achnatherum inaequiglume）为禾本科芨芨草属下的一个种。

## 扩展阅读
- 維基物種上的相關：异颖芨芨草